# 2021 v letectví
Tento článek obsahuje seznam událostí souvisejících s letectvím, které proběhly roku 2021.

## Události

### Leden
- 9. ledna došlo ke zřícení Boeingu 737-500 letu SJ182 společnosti Sriwijaya. Letoun se zřítil pár minut po startu z Jakarty do moře. Zahynulo všech 62 lidí na palubě.

### Březen
- 4. března byl u Českých aerolinií vykonán poslední let letounu ATR 72. Letadla od výrobce ATR byla tímto definitivně vyřazena z flotily.
- 17. března poprvé vzlétl poslední vyrobený Airbus A380. Po 15 letech tak končí jeho výroba.

### Květen
- 12. května  vrtulník XSH-60L, první prototyp protiponorkového vrtulníku typu Mitsubishi SH-60L Seahawk, uskutečnil svůj první let v Japonsku jako vylepšení verze Mitsubishi SH-60K Seahawk.
- 23. května stíhačka MiG-29 Běloruského letectva donutila Boeing 737-8AS (registrace SP-RSM) letu Ryanair 4978 na lince Athény—Vilnius ke změně trasy a přistání na letišti v Minsku.[1] Zde běloruské úřady zadržely opozičního představitele Ramana Prataseviče a jeho přítelkyni Sofiu Sapegaovou.[2]

### Červen
- 18. června  letoun typu Boeing 737 MAX-10 uskutečnil svůj první let.
- 19. června  se v Rusku po poruše motoru zřítil letoun české výroby L-410 Turbolet. 4 mrtví, 15 zraněných.

### Červenec
- 2. července musel Boeing 737-200 cargo z roku 1975, společnosti TransAir, po poruše motoru nouzově přistát do vody. Posádka (pouze 2 piloti) je v pořádku.
- 6. července na Kamčatce v Rusku havaroval letoun Antonov An-26. Všech 28 lidí na palubě zemřelo.

## První lety
- 27. února – Boeing Australia Loyal Wingman, australský bezpilotní bojový letoun.[3]
- 10. března – Dassault Falcon 6X, francouzský business jet.[4]

## Letecké nehody
- 17. listopadu – Ve Středozemním moři havaroval letoun F-35B Lightning II 617. peruti RAF, operující z paluby letadlové lodi HMS Queen Elizabeth. Pilot se úspěšně katapultoval.[5]

- 8. prosince – V jihoindickém státě Tamilnádu při letu mezi Kójamputtúrem a Wellingtonem havaroval vrtulník Indického letectva typu Mil Mi-17V-5.[6] Na jeho palubě zahynulo 13 osob, včetně náčelníka štábu obrany ozbrojených sil Indie generála Bipina Ravata a jeho manželky. Nehodu přežil pouze jeden důstojník, Group Captain Varun Singh, který byl v kritickém stavu převezen do nemocnice v Bengalúru,[7] kde 15. prosince následkům zranění podlehl.[8]